# The Gray Race
The Gray Race är Bad Religions nionde album. Det släpptes 27 februari 1996.
Albumet var deras första utan gitarristen och låtskrivaren Brett Gurewitz, som ersattes av Brian Baker. Detta innebar bland annat att Greg Graffin skrev samtliga låtar på albumet, varav fyra i samarbete med Baker. Det producerades av Ric Ocasek, känd från The Cars.

## Låtlista
1. "The Gray Race" (Brian Baker/Greg Graffin) - 2:06
2. "Them and Us" (Greg Graffin) - 2:50
3. "A Walk" (Greg Graffin) - 2:14
4. "Parallel" (Greg Graffin) - 3:19
5. "Punk Rock Song" (Greg Graffin) - 2:27
6. "Empty Causes" (Greg Graffin) - 2:51
7. "Nobody Listens" (Brian Baker/Greg Graffin) - 1:57
8. "Pity the Dead" (Greg Graffin) - 2:11
9. "Spirit Shine" (Brian Baker/Greg Graffin) - 2:11
10. "The Streets of America" (Brian Baker/Greg Graffin) - 3:48
11. "Ten in 2010" (Greg Graffin) - 2:22
12. "Victory" (Greg Graffin) - 2:36
13. "Drunk Sincerity" (Greg Graffin) - 2:13
14. "Come Join Us" (Greg Graffin) - 2:03
15. "Cease" (Greg Graffin) - 2:35
16. "Punk Rock Song" (Greg Graffin) - 2:27 (bonuslåt på tysk utgåva)

## Medverkande
- Greg Graffin - sång
- Greg Hetson - gitarr
- Brian Baker - gitarr, sång
- Jay Bentley - bas, sång
- Bobby Schayer - trummor, percussion